# Dīvrazm
Dīvrazm (persiska: دیورزم, دوه زیم) är en ort i Iran.   Den ligger i provinsen Östazarbaijan, i den nordvästra delen av landet, 500 km väster om huvudstaden Teheran. Dīvrazm ligger 1 611 meter över havet och antalet invånare är 280.
Terrängen runt Dīvrazm är kuperad åt sydväst, men åt nordost är den platt. Runt Dīvrazm är det ganska tätbefolkat, med 139 invånare per kvadratkilometer. Närmaste större samhälle är Marāgheh, 14,0 km nordväst om Dīvrazm. Trakten runt Dīvrazm består i huvudsak av gräsmarker.